# Gyokuyō-wakashū
Gyokuyō-wakashū (jap. 玉葉和歌集 auch: 玉葉集 Gyokuyōshū, dt. etwa Sammlung Diamantener Blätter) ist die 14. Waka-Anthologie, die vom bereits abgelösten Tennō Fushimi (1265–1317) in Auftrag gegeben und zwischen 1313 und 1314 fertiggestellt wurde. Der Kompilator der Anthologie war Kyōgoku Tamekane (1254–1332). Die Anthologie umfasst 20 Maki (Schriftrollen) mit insgesamt 2801 Waka. Der Titel der Anthologie ist eine Anspielung auf das Kin’yō-wakashū.